# Mourad Farag
Ne doit pas être confondu avec Mourad El-Kodsi.
Mourad Farag (parfois transcrit Faraj, arabe : مراد فرج, hébreu : מוראד פרג’, né en 1867 et mort au Caire en 1956) est un écrivain égyptien, membre de la communauté juive karaïte, auteur de nombreux livres en arabe, en hébreu et en français, portant sur le droit, la théologie, la grammaire. Il était aussi poète.
Ses ouvrages mettent en lumière les relations étroites entre judaïsme et islam. Ils établissent également des rapprochements entre l'hébreu et l'arabe. 
Dans les années 1920 il essaya de concilier le sionisme et le nationalisme arabe.

## Avocat et juriste
En 1902, il se fait connaître en prenant la défense de Hayyim Kahana, un juif de Port Saïd accusé du meurtre « rituel » d'une enfant chrétienne de six ans, et initialement condamné à un an de travaux forcés. Mourad Farag gagne le procès en appel. Le jugement final fait porter à l’État égyptien la charge de tous les frais de la procédure judiciaire. Nationaliste, Farag dénonce à l'occasion de sa plaidoirie les interventions européennes auprès des cours égyptiennes. L'historien Pierre Vermeren le rapproche d'autres juifs égyptiens nationalistes, comme Yaqub Sannu, auteur de la formule « L’Égypte aux Égyptiens » et René Qattawi (ou Cattaoui), dirigeant de la communauté séfarade du Caire, qui a créé en 1935 l'Association de la jeunesse juive égyptienne, avec pour slogan : « l’Égypte est notre patrie, l'arabe est notre langue ».
En 1923, il contribue à la rédaction de la Constitution égyptienne, qu'il avait passionnément appelée de ses vœux.

## Journaliste
Il est rédacteur du journal de la communauté karaïte, Al-Tahthib (de 1901 à 1903), où il publie ses premiers articles, avant de devenir un contributeur régulier de grands journaux et périodiques égyptiens. 
Al-Tahthib est entièrement écrit en arabe littéral, exception faite de quelques mots concernant les rites juifs, en caractères hébraïques, accompagnés d'une traduction arabe, comme "cacherout" (code alimentaire religieux), ou "brit milah" (circoncision). Le contenu de cet hebdomadaire est très éclectique : M. Farag y aborde des thèmes juifs, la question des relations intercommunautaires, mais aussi des sujets de morale, de philosophie (la liberté, la nature) ; il traite également de la famille et en particulier des droits des femmes dans le mariage. Enfin, il peut proposer des pages sur la culture arabe, par exemple sur le poète de l'époque abbasside Abu Nuwas, ou sur le calife Al Ma'mun. Ce journal se situe dans le mouvement de renouveau culturel arabe appelé Nahda ("éveil"), par sa confiance dans la possibilité de transformer la société au moyen de la diffusion du savoir. Mohammed A. Bamyeh y relève également l'expression d'une valorisation du progrès, d'un désir de réforme sociale, d'un appel à la tolérance religieuse, qu'il analyse comme des thèmes typiques de la Nahda.
De 1908 à 1909 Mourad Farag s'est impliqué dans la rédaction d'un autre périodique karaïte, Al-Irshad
Dans cette même décennie 1900-1910, il a contribué régulièrement à des journaux égyptiens importants comme Al-Jarida, édité par Ahmad Lutfi al-Sayyid, et Al-Mu'ayyad, édité par Shaykh Ali Yusuf. 
Par la suite il publiera des articles et des poèmes dans des journaux juifs égyptiens comme Isra'il (qui paraît entre 1920 et 1933), Al-Shams (qui paraît entre 1934 et 1948) et le journal karaïte Al-Kalim.

## Poète
En arabe, il reprend la forme classique de la qasida (odes non strophiques, qui ont une même rime et un même mètre) et celle du zadjal. Son style a été rapproché de celui du poète égyptien du vingtième siècle Ahmad Shawqi. Évoquant l'œuvre poétique arabe de Farag, l'historien Joel Beinin (en) rappelle que les karaïtes étaient pleinement intégrés dans la culture arabo-égyptienne. L'historien de la littérature Reuven Snir juge la poésie de Farag assez traditionnelle, cet auteur ayant eu à cœur surtout de faire la preuve d'une maîtrise virtuose de la langue poétique arabe (la plupart des poètes juifs écrivent traditionnellement en hébreu). 
Il a écrit entre autres des poèmes nationalistes, par exemple  « L’Égypte, ma terre natale, ma patrie ».

## Vie communautaire juive
Il est cofondateur de la Société historique d’Études juives d’Égypte en 1925,. 
Il œuvra au rapprochement des karaïtes et des rabbanites.

## Éléments biographiques
Mourad Farag naît dans une famille karaïte de l’importante communauté juive du Caire. Son père était orfèvre. Originellement appelée Eliyahou, la famille s’est choisi un nom arabe[Quand ?].
Après la création d'Israël il reste au Caire ; il y meurt pendant la guerre de Suez, qui portera un coup fatal à la communauté juive égyptienne. 

## Œuvres
- Al-Qara'oun wal-Rabbaniyyoun (Les Karaïtes et les Rabbanites), 1918[11].
- Un recueil de poèmes arabes en 4 volumes, Dīwān Murād (I,1912; II, 1924; III, 1929; IV,1935)[9]
- Al-Qudsiyyāt (Œuvres sacrées), 1923 : ce recueil inclut de la poésie et de la prose portant sur des thèmes juifs. Cinq ans plus tard, M. Farag le traduisit en hébreu sous le titre Ha-Kodshiyot. Il y soutient l'établissement d'un foyer national juif en Palestine. Cela ne l'empêche pas d'être honoré du titre de Bey par la monarchie égyptienne[2]
- Dictionnaire arabe-hébreu[2].
- Grammaire hébraïque arabe[2]
- Anthologie de la poésie juive arabe[2]
- Farag a traduit en arabe le roman Ahavat Tzion [Amour de Sion] (1853), roman historique en hébreu dont l'action se déroule dans l'Antiquité, de l'écrivain lituanien Avraham Mapu (1808–1867), un des représentants de la Haskala, mouvement influencé par la pensée des Lumières[9].